# Грюнгайде (Марк)
Грюнгайде (нім. Grünheide) — громада в Німеччині, розташована в землі Бранденбург. Входить до складу району Одер-Шпре.
Площа — 125,92 км2. Населення становить 8872 ос. (станом на 31 грудня 2020).

## Географія

### Адміністративний поділ
Громада складається з 6 районів:
- Грюнгайде
- Гангельсберг
- Кагель
- Кінбаум
- Менхвінкель
- Шпреау

## Демографія
- Динаміка населення з 1875 року в сучасних кордонах (Синя лінія: населення; Пунктир: відносна порівняльна динаміка населення землі Бранденбург; Сірий фон: період Третього рейху; Помаранчевий фон: період НДР)
- Динаміка населення (синя лінія) і прогнози

## Економіка
У 2020 році біля міста почали споруджувати завод Тесла, так звану «Гігафабрику Берлін».

## Галерея

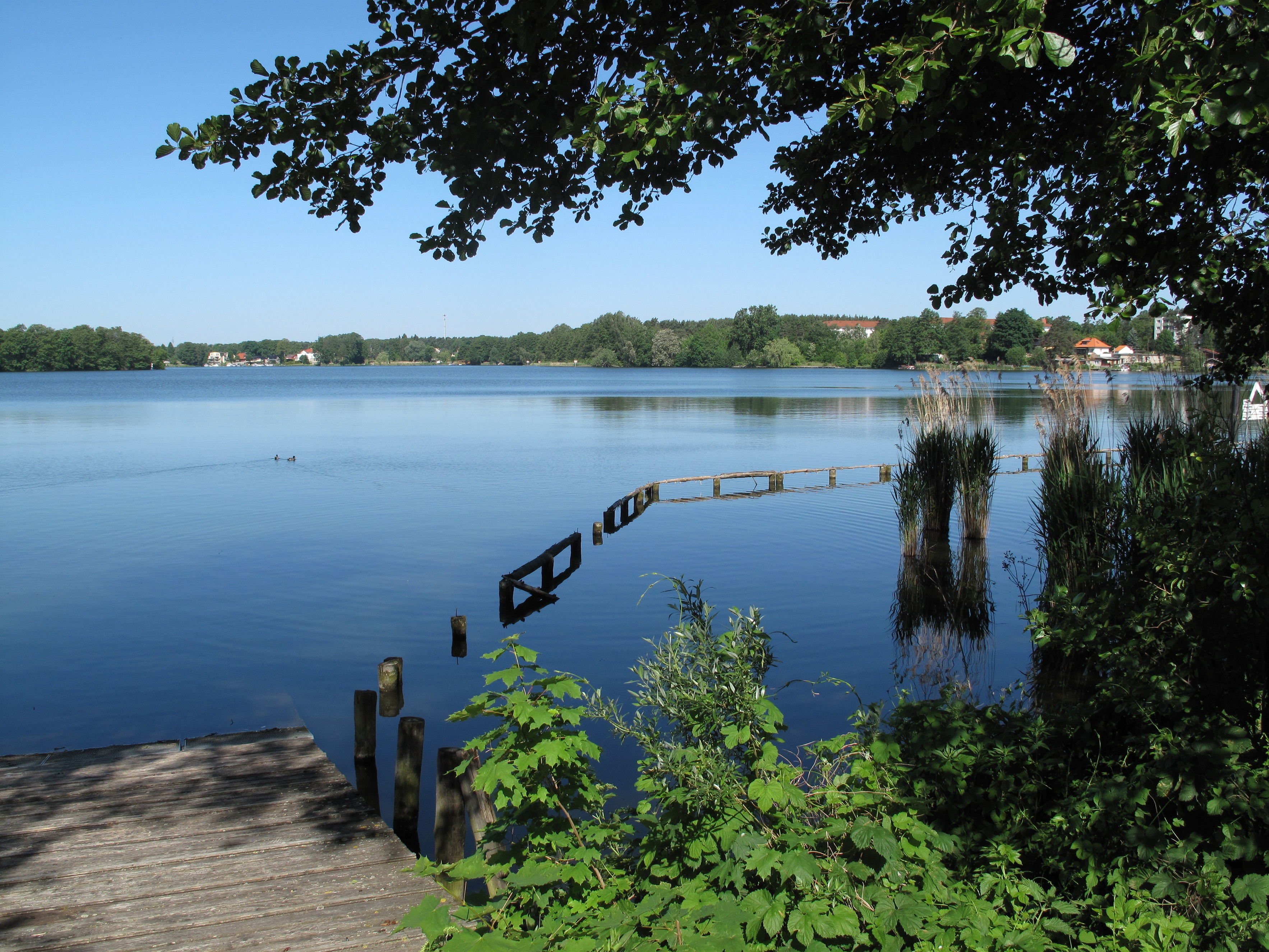
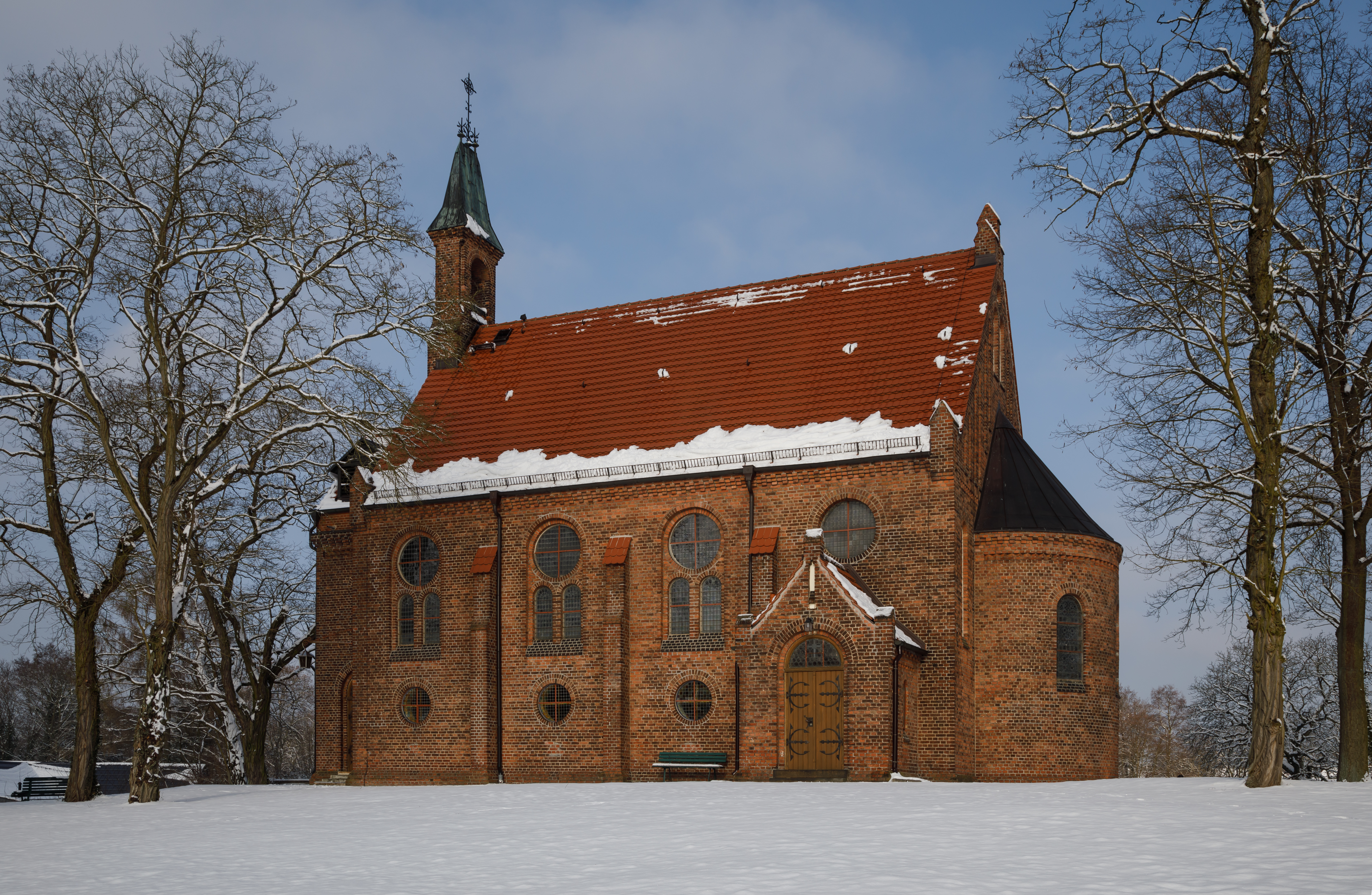
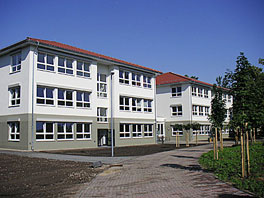
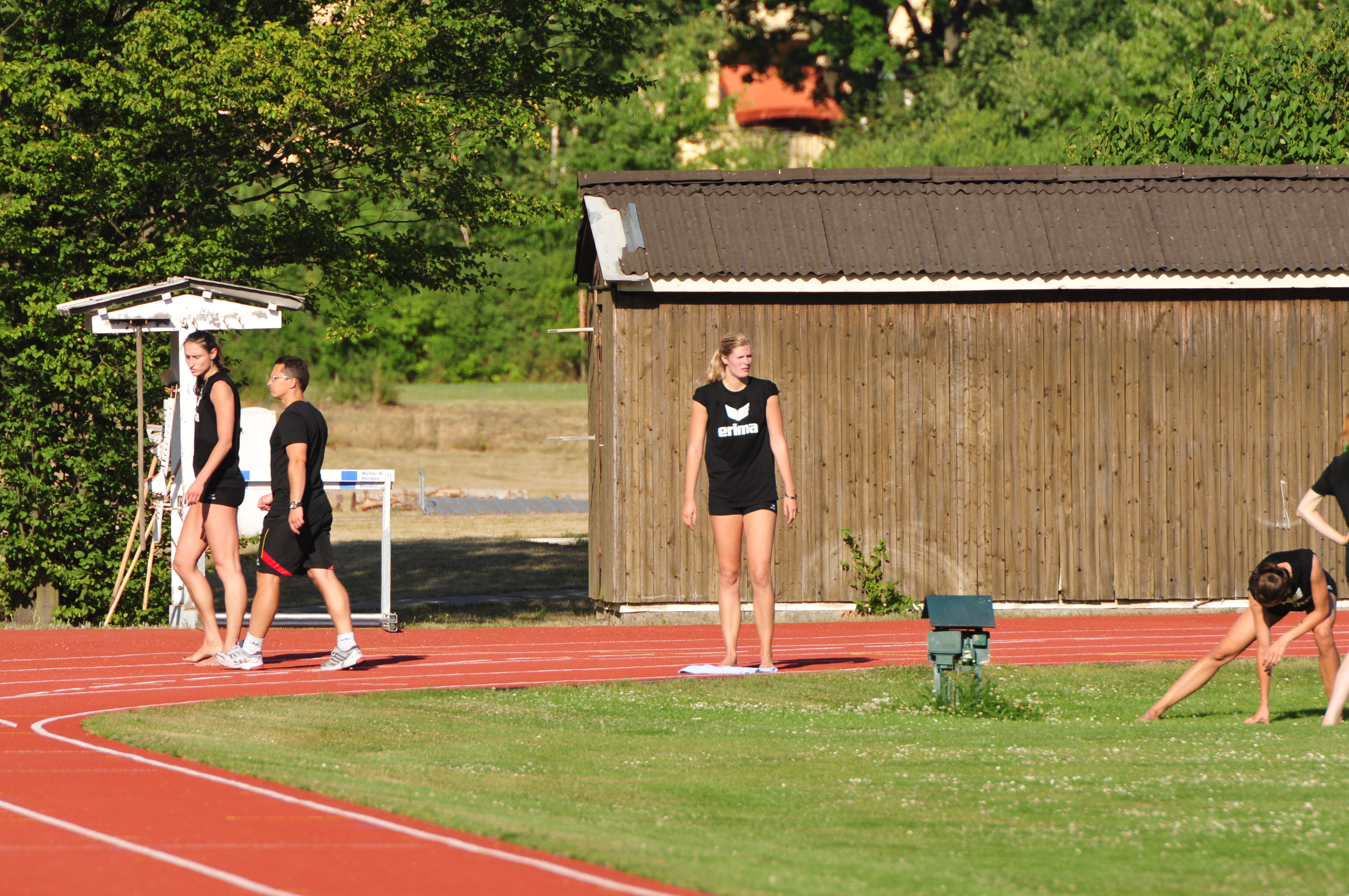